# Sant'Aldo
Aldo (fl. VIII secolo) è stato un santo, monaco cristiano ed eremita italiano vissuto probabilmente nell'VIII secolo e venerato come santo dalla Chiesa cattolica.

## Biografia
Poco o nulla si conosce di questo personaggio, sicuramente dal nome di origine longobarda e sconosciuta la sua data di nascita. La sua vita si fa risalire vagamente all'VIII secolo. Si ritiene che Aldo abbia condotto la sua vita di monaco eremita prima nei dintorni di Bobbio, dove probabilmente divenne monaco, e poi di Carbonara al Ticino di Pavia. Di sicuro si conosce il suo luogo di sepoltura; da prima il suo corpo passò dalla chiesa di S. Colombano Maggiore a Pavia, per poi passare dalla Cattedrale e giungere infine nella Basilica di San Michele Maggiore sempre a Pavia. La chiesa parrocchiale di S. Giovanni Apostolo ed Evangelista di Carbonara al Ticino ha una cappella dedicata a Sant'Aldo, dove si venera una statua in atteggiamento dormiente, posta con alcune reliquie del santo in un'urna impreziosita.
Il suo nome non è riportato nel Calendario universale della Chiesa e nemmeno nel Martirologio Romano. Lo si trova nell'agiografia redatta dai gesuiti belgi detti Bollandisti, redatta nel XVII secolo e nel Martirologio dell'Ordine benedettino. Le origini del suo nome sono longobarde, ald significa in longobardo vecchio, saggio, che poi divenne alt per i germanici e old per gli anglosassoni.
La tradizione lo vuole carbonaio, un'attività che poco si concilia con il concetto di eremita dei nostri giorni. Ma essa ben si sposa con la tradizione dei monaci irlandesi, che li voleva ritirati dal mondo per la contemplazione ma poi presenti con un lavoro concreto che permetteva loro di guadagnarsi da vivere con il sudore della fronte. La presenza del suo nome nel Martirologio benedettino ne fa presupporre il suo legame con l'Abbazia di San Colombano di Bobbio, fondato da san Colombano nel 614, la cui regola prevedeva sia la vita cenobitica comunitaria, che quella eremitica. Dapprima forse nelle selve sui monti di Bobbio e poi sicuramente vide la sua presenza nella selva carbonaria di Carbonara al Ticino, nei cui pressi sorse l'antico monastero colombaniano di Santa Maria di Carbonaria, che nel 1083 passò ai canonici regolari di Santa Croce di Mortara.
Dopo la sua morte venne eretto un oratorio dedicato a suo nome, documentato nell'VIII secolo, che raccolse le spoglie del santo per un lungo periodo. Successivamente si ebbe la traslazione del corpo nella chiesa di San Colombano maggiore di Pavia, infatti vi è la documentazione dell'anno 1565 che riferisce di una nuova traslazione nella Cattedrale di Pavia. La definitiva collocazione del corpo sembra esservi nel 1573, quando si fa menzione dell'urna di destra che custodisce il corpo nell'altare maggiore della basilica di San Michele di Pavia, adiacente alle urne dei vescovi Ennodio ed Eleucadio.